# Hindersbo
Hindersbo är en by i Östervåla socken, Heby kommun.
Hindersbo omtalas i dokument första gången 1409 ("i Henricsbodha"). Under 1500-talet räknas Hindersbo som ett mantal frälse under Aspnäs gård. 
Bland bebyggelser på ägorna märks torpet Hagen, dokumenterat första gången 1715. Det är möjligen identiskt med det försvunna Hästhagstorpet under Aspnäs. Kolbacka, är en försvunnen backstuga, riven omkring 1905. Mossboda är en gård uppförd 1912 på Styggholmen i Styggmyren. Torpet Ploga är känt sedan 1645. Smedstorp eller Smedens är ett torp känt sedan 1692. Torpet Tolan uppfördes 1783. 